# کو-سیتی‌مارکت
کو-سیتی‌مارکت (انگلیسی: K-Citymarket) یا کی‌سیتی‌مارکت یک فروشگاه زنجیره‌ای هایپرمارکت فنلاندی متعلق به کسکو است. این فروشگاه زنجیره‌ای حدود ۸۰ فروشگاه در فنلاند دارد. اولین فروشگاه کی-سیتیمارکت در لاهتی سال ۱۹۷۱ افتتاح شد. اندازه فروشگاه‌ها بین ۷۰۰۰ متر مربع (۷۵۳۴۷ فوت مربع) تا ۱۰۰۰۰ متر مربع (۱۰۷۶۳۹ فوت مربع) است. در تمام کو-سیتی‌مارکت‌ها، یک خرده‌فروش کو مسئول فروش مواد غذایی و کسکو مسئول فروش کالاهای مصرفی است. محصولات کو-سیتی‌مارکت شامل مواد غذایی و همچنین پوشاک، لوازم تفریحی، ورزشی و محصولات خانگی می‌شود.

## تاریخچه

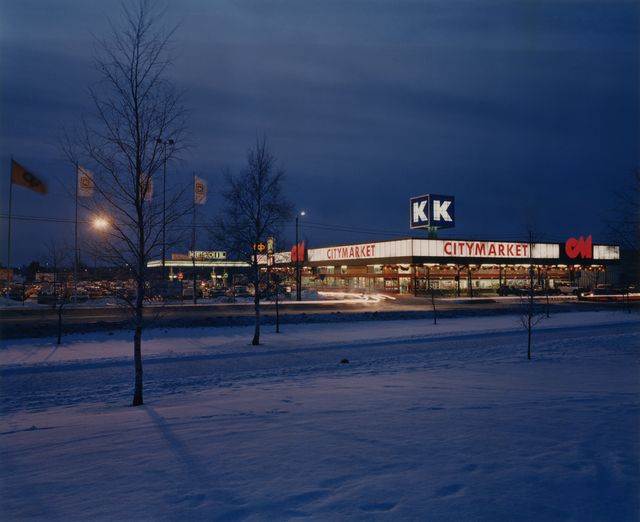
کو-سیتی‌مارکت در سال ۱۹۸۷

لوگوی قبلی

اولین فروشگاه بازار شهر در سال ۱۹۷۱ در محله پاوولا در شهر لاهتی افتتاح شد. نام بازار شهر از فروشگاه بزرگ سیتی-اوترا در تامپره گرفته شده است که کسکو بخشی از آن را در اختیار داشت. کسکو در دهه ۱۹۷۰ هفت فروشگاه بازار شهر افتتاح کرد و در دهه ۲۰۲۰ بیش از ۸۰ فروشگاه در فروشگاه‌های بزرگ و متوسط در سراسر فنلاند وجود داشت.
اولین بازار شهر در کشورهای بالتیک در سال ۲۰۰۱ در [[ریگا] افتتاح شد. در پایان سال ۲۰۰۲، چهار بازار شهر در استونی و دو بازار شهر در لتونی وجود داشت. در سال ۲۰۰۴، کسکو و ICA شرکت ریمی بالتیک را تشکیل دادند و تمام بازارهای K-City (به همراه فروشگاه‌های ICA) به فروشگاه‌های ریمی بالتیک تغییر نام دادند. کسکو در سال ۲۰۰۶ سهم خود از شرکت ریمی بالتیک را به ICA فروخت.

## نگارخانه

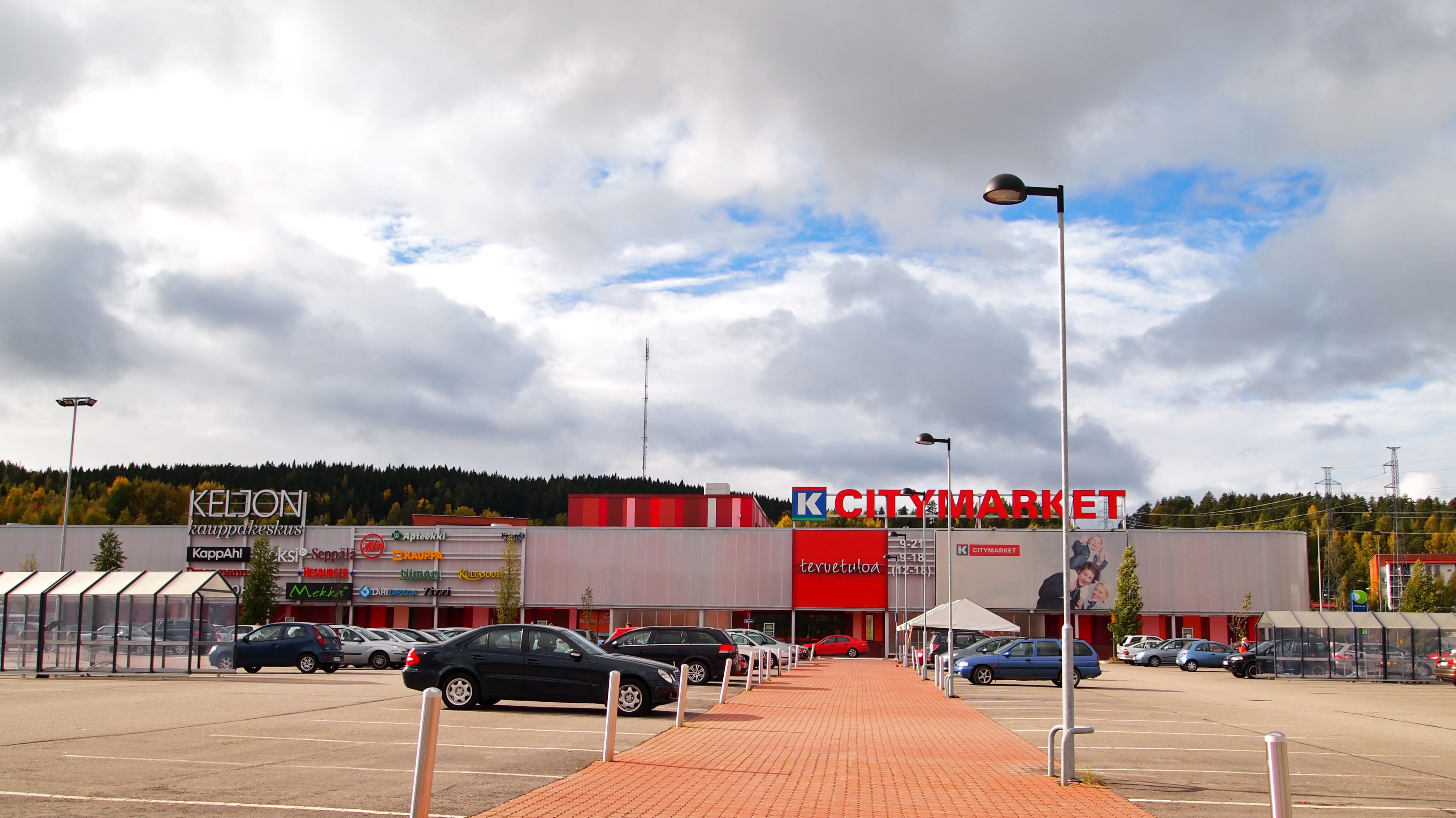
Jyväskylä: Keljo
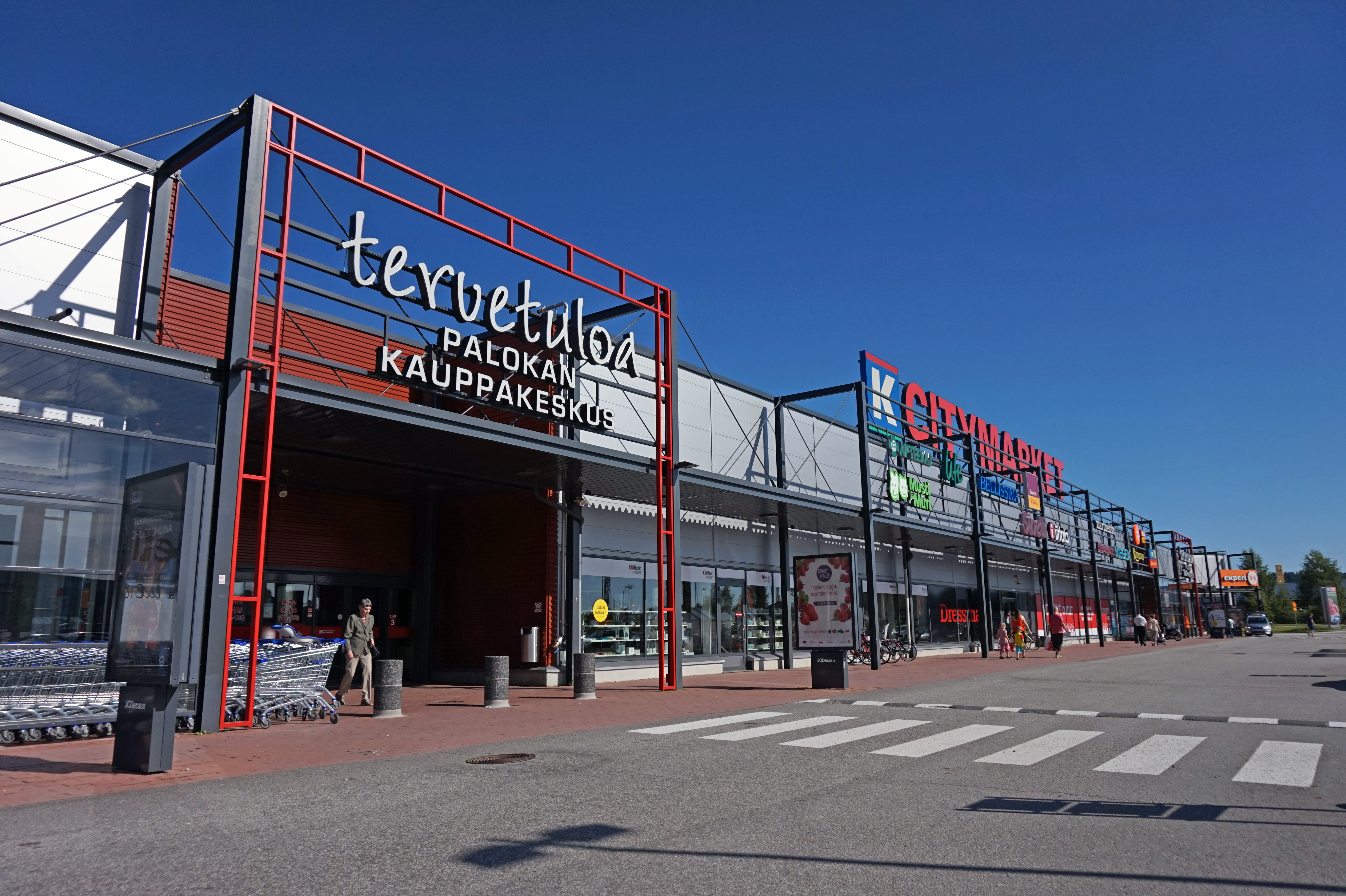
Jyväskylä: Palokka
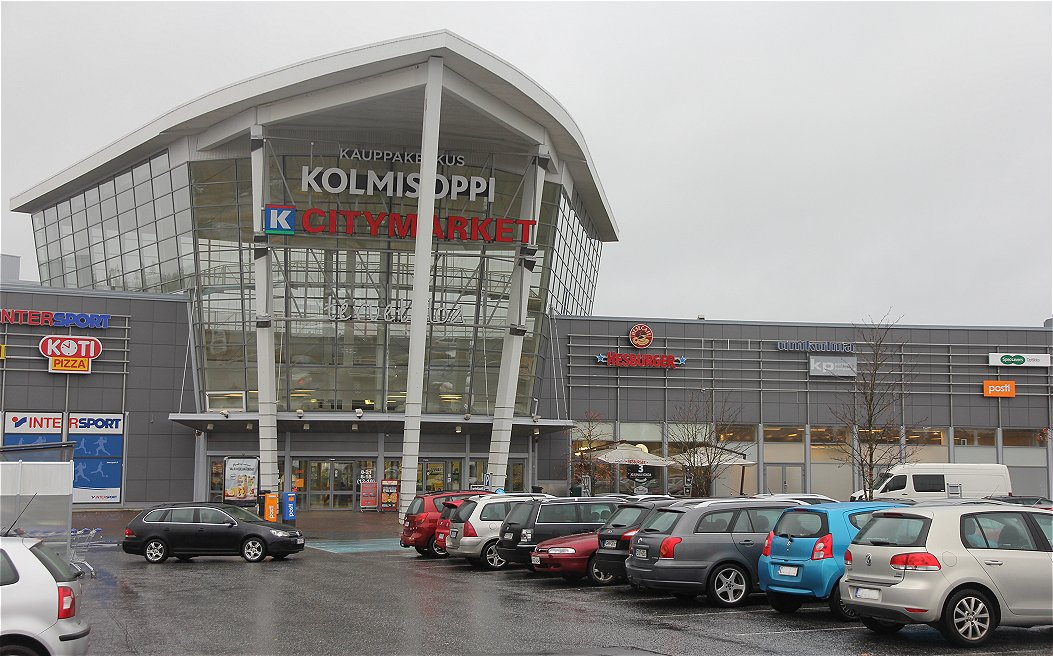
Kuopio: Kolmisoppi
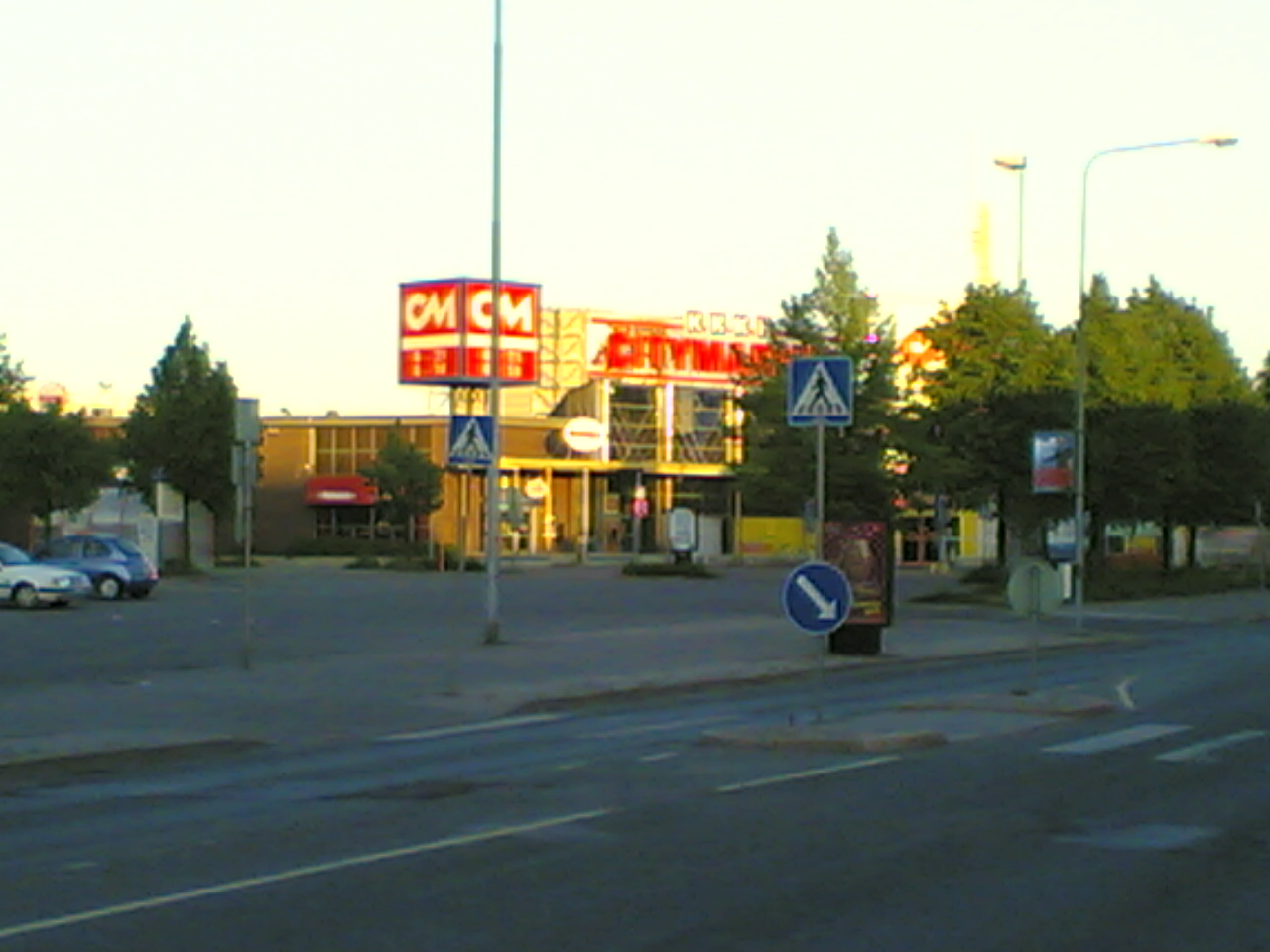
Lahti: Paavola (old)
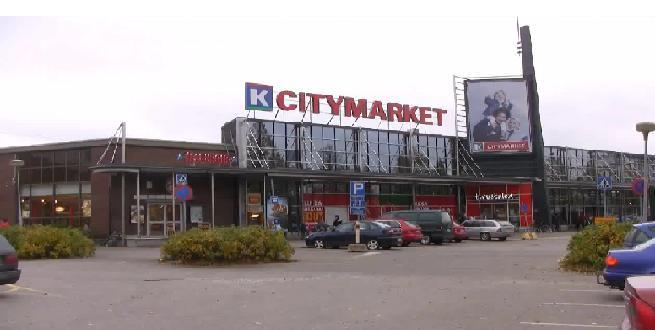
Lahti: Paavola
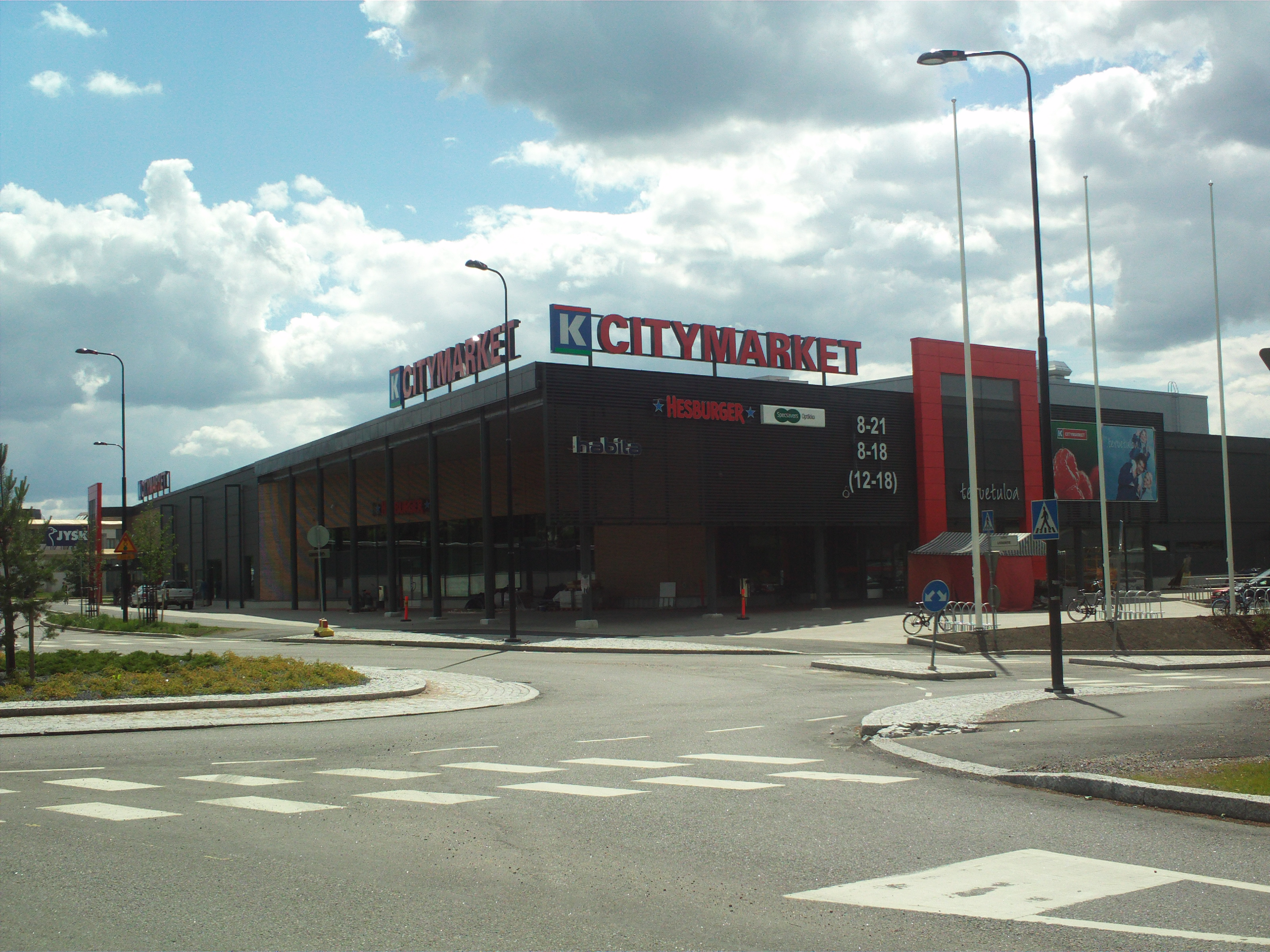
Mäntsälä
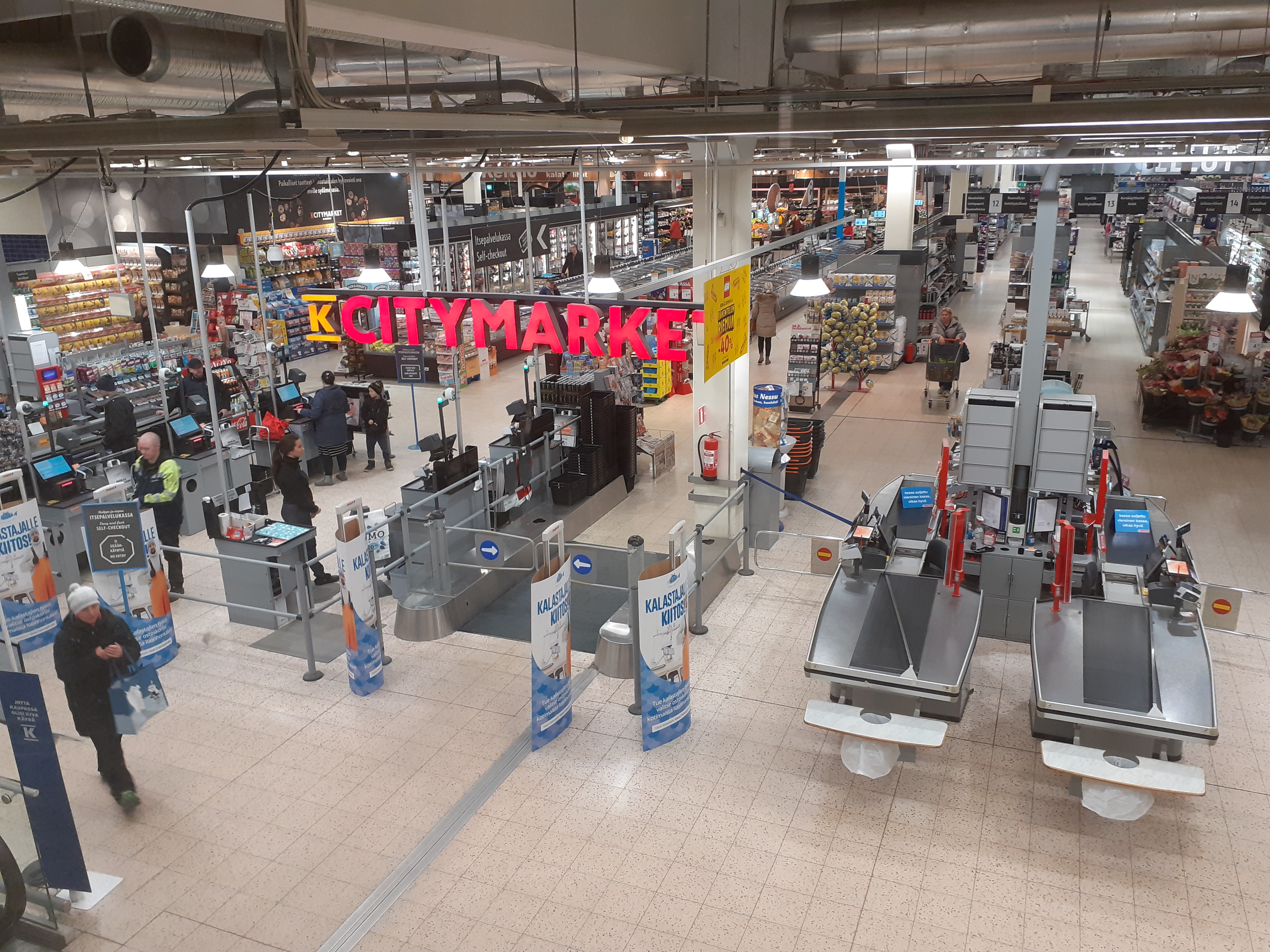
Nurmijärvi: Klaukkala
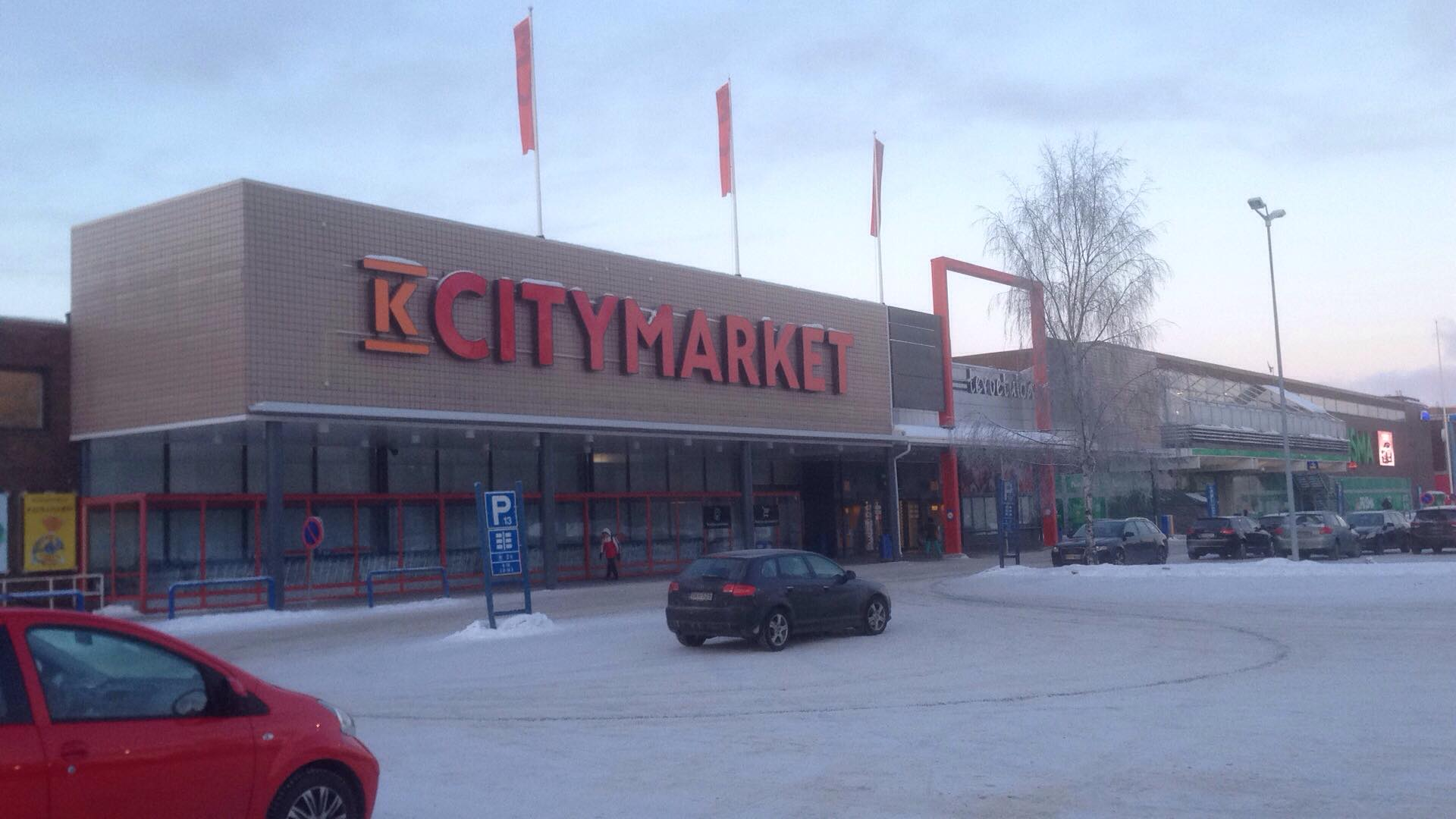
Oulu: Raksila
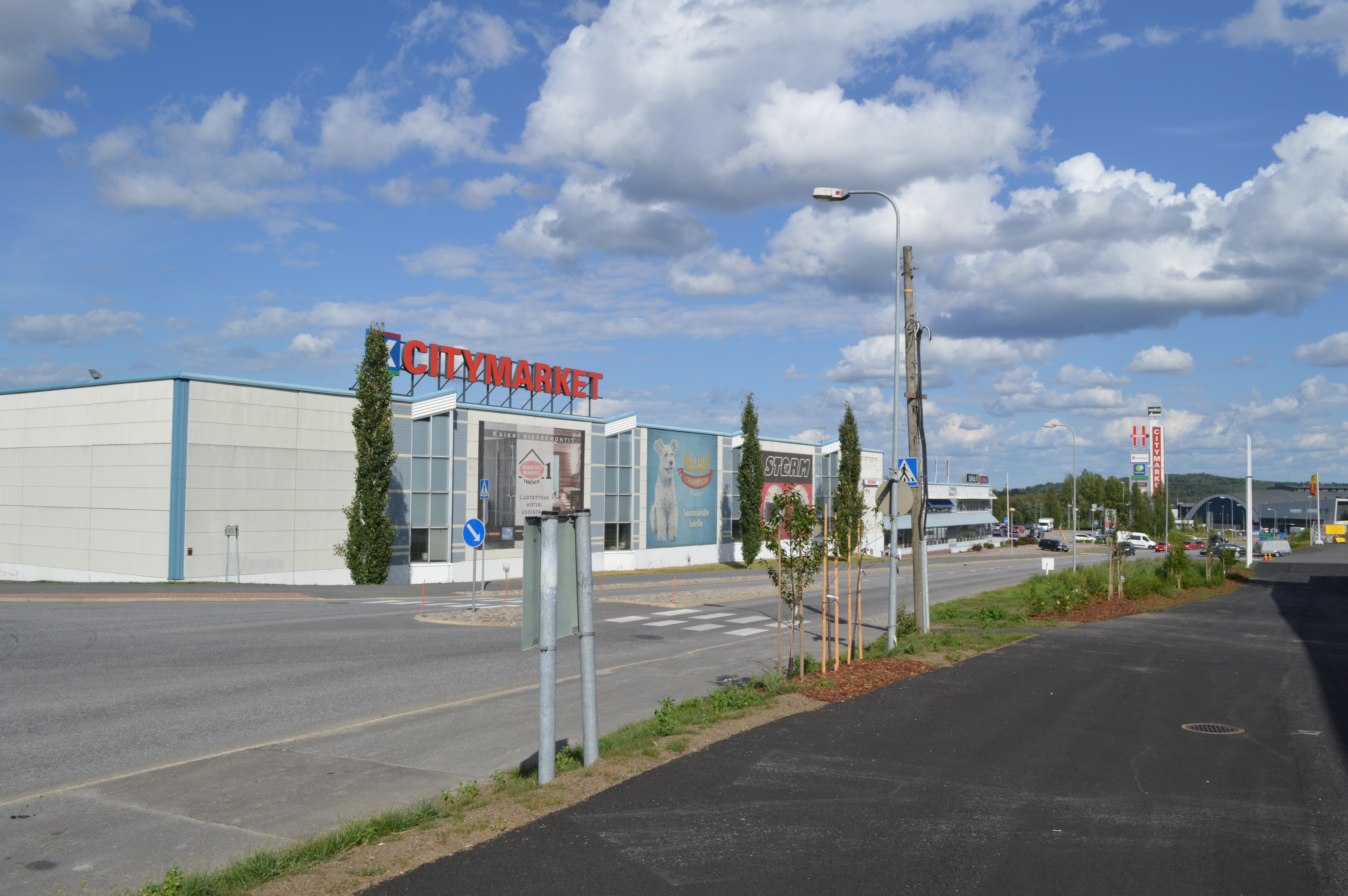
Pirkkala
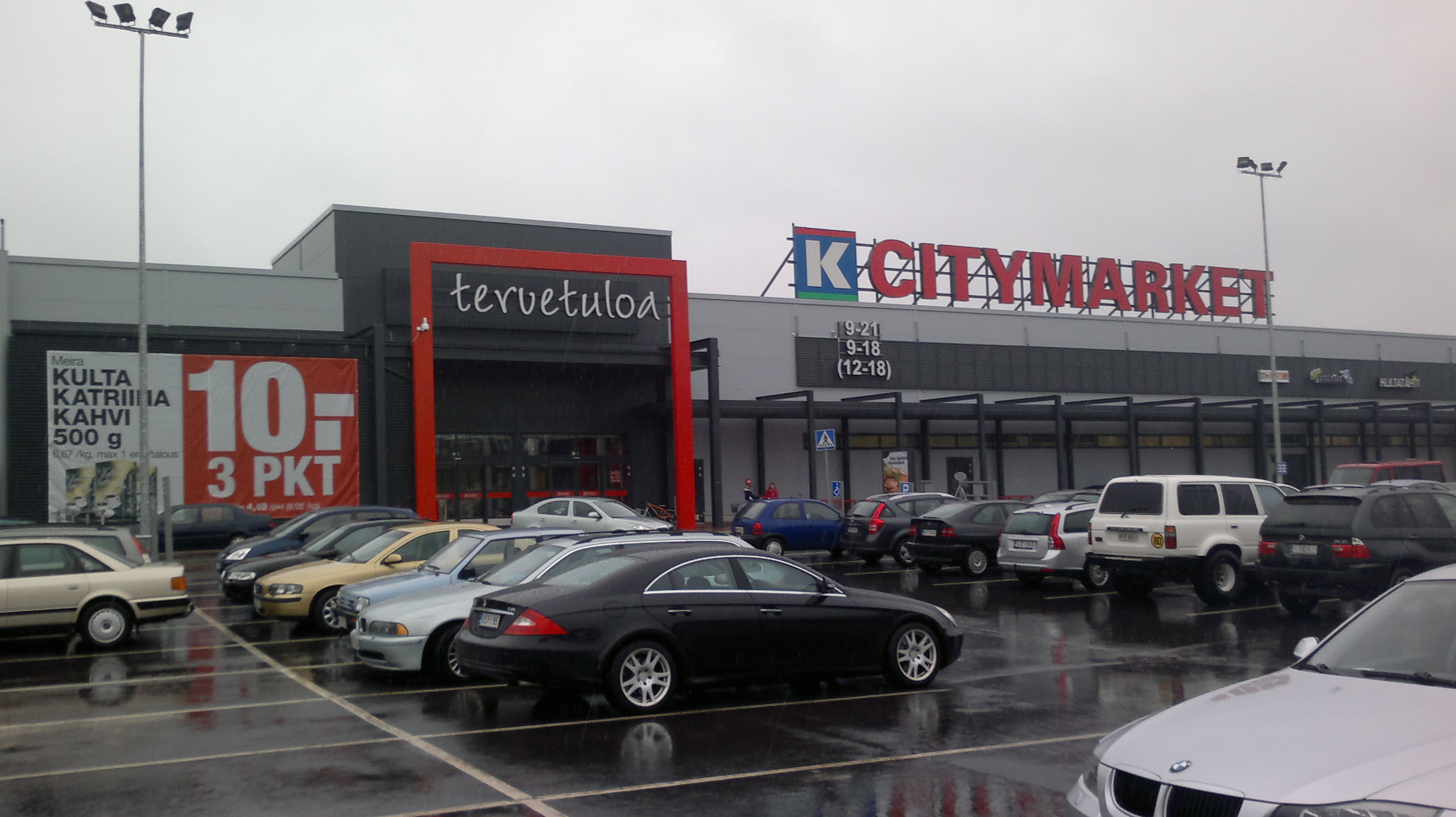
Seinäjoki: Päivölä
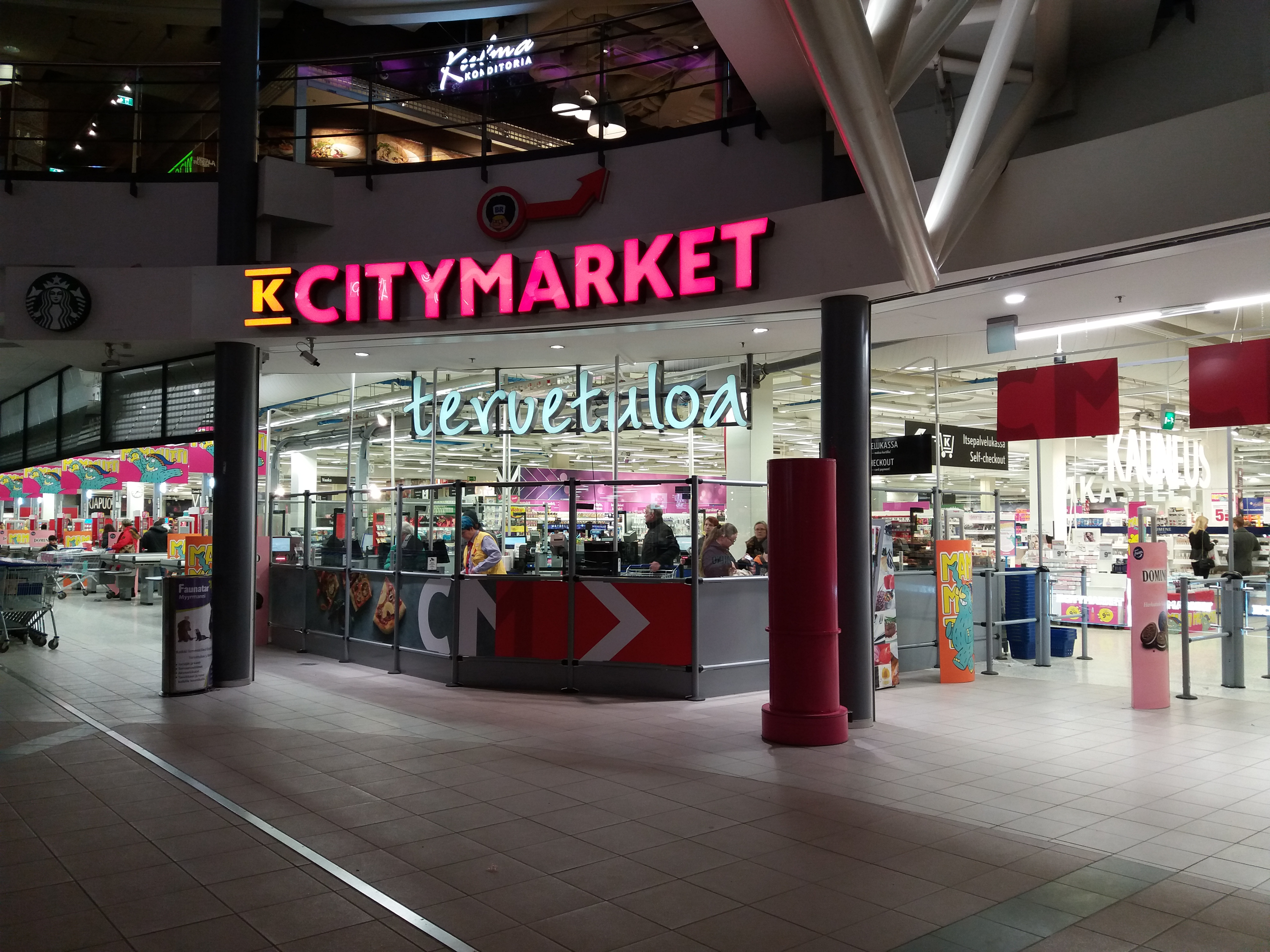
وانتا: مورمانی